# Stekelskinken
Stekelskinken (Egernia) zijn een geslacht van hagedissen die behoren tot de familie skinken (Scincidae).

## Naam en indeling
De wetenschappelijke naam van de groep werd voor het eerst voorgesteld door John Edward Gray in 1838. Er zijn zeventien verschillende soorten, inclusief drie soorten die voor het eerst wetenschappelijk zijn beschreven in 2011. In oudere literatuur worden deze soorten nog niet vermeld.
Vroeger was het soortenaantal hoger, maar veel soorten zijn op basis van nieuwe inzichten in andere geslachten geplaatst, zoals Bellatorias, Liopholis en Lissolepis.

## Uiterlijke kenmerken
Stekelskinken bereiken een lichaamslengte van ongeveer 15 tot 20 centimeter. De lichaamskleur is bruin tot grijs, vaak met vlekken, lengtestrepen of dwarsbanden. De staart is bij veel soorten ongeveer even lang of langer dan het lichaam, maar er zijn enkele uitzonderingen. Een aantal soorten, zoals de doornstaartskink (Egernia stokesii) en de platte doornstaartskink (Egernia depressa) hebben een zeer korte staart die bezet is met lange, puntige stekels. De staart wordt bij deze soorten als wapen gebruikt, bij verstoring wordt de staart richting de vijand gehouden.
De lichaamsschubben zijn gekield tot stekelachtig, vooral op de flanken en de staart. De pariëtale schubben aan de kop zijn duidelijk uit elkaar gelegen. De gehooropening hebben duidelijke lobachtige schubben aan de achterzijde.

## Verspreiding en habitat
Alle soorten komen endemisch voor in Australië en leven in de staten New South Wales, Noordelijk Territorium, Queensland, Victoria, West-Australië en Zuid-Australië.
Door de internationale natuurbeschermingsorganisatie IUCN is aan twaalf van de zeventien soorten een beschermingsstatus toegekend. Van de soort Egernia douglasi zijn te weinig gegevens bekend om een inschatting te maken, deze soort wordt beschouwd als 'onzeker' (Data Deficient of DD). Alle andere vermelde soorten worden gezien als 'veilig' (Least Concern of LC).

## Soorten
Het geslacht omvat de volgende soorten:
| Naam                                | Auteur                             | Verspreidingsgebied                                                                             |
| ----------------------------------- | ---------------------------------- | ----------------------------------------------------------------------------------------------- |
| Egernia cunninghami                 | Gray, 1832                         | Australië (New South Wales, Queensland, Victoria, Zuid-Australië)                               |
| Egernia cygnitos                    | Doughty, Kealley & Donnellan, 2011 | Australië (West-Australië)                                                                      |
| Egernia depressa                    | Günther, 1875                      | Australië (Noordelijk Territorium, West-Australië, Zuid-Australië)                              |
| Egernia douglasi                    | Glauert, 1956                      | Australië (West-Australië)                                                                      |
| Egernia eos                         | Doughty, Kealley & Donnellan, 2011 | Australië (West-Australië)                                                                      |
| Egernia epsisolus                   | Doughty, Kealley & Donnellan, 2011 | Australië (West-Australië)                                                                      |
| Egernia formosa                     | Fry, 1914                          | Australië (West-Australië)                                                                      |
| Egernia hosmeri                     | Kinghorn, 1955                     | Australië (Noordelijk Territorium, Queensland)                                                  |
| Egernia kingii                      | Gray, 1838                         | Australië (West-Australië)                                                                      |
| Egernia mcpheei                     | Wells & Wellington, 1984           | Australië (New South Wales, Queensland)                                                         |
| Egernia napoleonis                  | Gray, 1838                         | Australië (West-Australië)                                                                      |
| Egernia pilbarensis                 | Storr, 1978                        | Australië (West-Australië)                                                                      |
| Egernia richardi                    | Peters, 1869                       | Australië (Noordelijk Territorium)                                                              |
| Egernia rugosa                      | De Vis, 1888                       | Australië (Queensland)                                                                          |
| Egernia saxatilis                   | Cogger, 1960                       | Australië (New South Wales, Victoria)                                                           |
| Doornstaartskink (Egernia stokesii) | Gray, 1845                         | Australië (New South Wales, Noordelijk Territorium, Queensland, West-Australië, Zuid-Australië) |
| Egernia striolata                   | Peters, 1870                       | Australië (New South Wales, Noordelijk Territorium, Queensland, Victoria, Zuid-Australië)       |